# 替代效應
替代效應（英語：substitution effect）指是商品價格變化對消費者對另一商品需求量的影響。另一個類似的效應是收入效應。
當一種商品的價格下降時，如果假設要保留相同的消費数，那麼一部分收入將被得以被重新使用，可以用於更多的每種商品的組合。因此，與舊的總消費束相比，新選擇的總消費束反映了兩種商品相對價格變化的影響（一單位一種商品現在可以交易與以前不同數量的另一種商品，作為比率（也可稱作機會成本）他們的價格發生了變化）以及被重新使用的收入的影響。相對價格變化的效應稱為替代效應，而由於收入被釋放而產生的效應稱為收入效應。
如果收入隨著價格變化而變化，從而通過舊的消費束繪製一條新的預算線，但斜率由新價格決定，並且消費者的最優選擇在這條預算線上，由此產生的消費變化是稱為斯盧茨基替代效應（英語：Slutsky substitution effect）。
相反，如果找到一條新的預算線，其斜率由新價格決定，但與穿過舊束的無差異曲線相切，則新切點與舊束之間的差異就是希克斯替代效應（英語：Hicks substitution effect）。此替代效應的意思為，消費者獲得的收入剛好足以在新價格下實現她的舊效用，以此看她的選擇如何變化。
一些作者將這兩個概念之一簡稱為替代效應。哈爾·范里安的著名教科書主要講述斯盧茨基變化，沒有涉及希克斯變化，但是明確講述了這種變化的起因和影響。

## 延伸閱讀
- 斯盧茨基等式（英语：Slutsky equation）
- 消費者理論#收入效應
- 收入-消費曲線（英语：Income–consumption curve）